# Борис Ганев
Борис Ганев е бивш български футболист, нападател. Играе за пощенския спортен клуб Владислав (София) от 1936 до 1944 г. Общо е изиграл 25 мача, в които е отбелязал 16 гола.
На 15 септември 1940 г. е интерниран в Якоруда, а по-късно е преместен в концлагера „Гонда вода“, който е закрит през декември 1941 г., след това отново е преоткрит през пролетта на 1942 г. и официално е закрит през есента на 1943 г., а интернираните, между които и той са освободени. През 1942 г. с отбора на ПСК Владислав (София) е носител на Купа „Улпия Сердика“ и участва във финалната фаза на Държавното първенство. В първия кръг отборът на ПСК Владислав (София) губи като гост от Атлетик (Дупница) с 0:1. След приключване на състезателната си кариера продължава да се занимава с футбол и става футболен съдия.

## Статистика по сезони
- 1933-36 – юноша на Владислав (София)
- 1936/37 – II Софийска дивизия – 1 мач/0 гола
- 1937/38 – II Софийска дивизия – 6 мача/2 гола
- 1939/40 – II Софийска дивизия – 10 мача/8 гола
- 1942/пр. – II Софийска дивизия – 2 мача/0 гола
- 1942 – Държавно първенство – 1 мач/0 гола
- 1943/44 – II Софийска дивизия – 7 мача/6 гола

- Общо: 25 мача/16 гола